# Fineropass
Der Fineropass (italienisch Passo Finero) stellt die Ost-West-Verbindung zwischen dem Lago Maggiore und dem Centovalli dar.

## Strasse
Die Strasse beidseitig des Passes ist stark verwunden und mässig breit. Im Strassenabschnitt bei Cursolo wurden die gefährlichen Teilstücke Ende der 1980er-Jahre durch Tunnels entschärft.

## Sport

### Radsport
Der Pass wird an Sonntagen häufig von Rennradlern genutzt. Es bieten sich zwei mittlere Rennradtouren an. Bei der nördlichen 70 km langen Tour führt die Strecke über Cannobio auf den Fineropass nach Malesco. Von dort nördlich über das Centovalli in die Schweiz nach Locarno und wieder zurück am westlichen Seeufer des Lago Maggiore nach Cannobio. Eine andere Variante führt über Cannobio auf den Fineropass nach Malesco. Von dort südwestlich über Domodossola in Richtung des Lago Mergozzo nach Verbania. Von dort aus am westlichen Seeufer wieder zurück nach Cannobio.

### Wandern
Es gibt zahlreiche Wanderwege im Cannobinotal. Der Zustand der Wege ist jedoch bei weitem nicht so gepflegt wie in den deutschsprachigen Alpen. Häufig nutzen die Touristenvereine alte Eselspfade von Dorf zu Dorf.

## Sehenswürdigkeiten

### Tunnelumfahrung
Die Tunnelpassagen bei Cursolo können auf den Überresten der alten SS631 per Fuss als auch per Rad umfahren werden.

### Kriegsdenkmal Finero
Am westlichen/oberen Ortsausgang Fineros befindet sich ein Denkmal zu Ehren der gefallenen Soldaten und Partisanen des Zweiten Weltkrieges.

### Hängebrücken Cavaglio-Spoccia

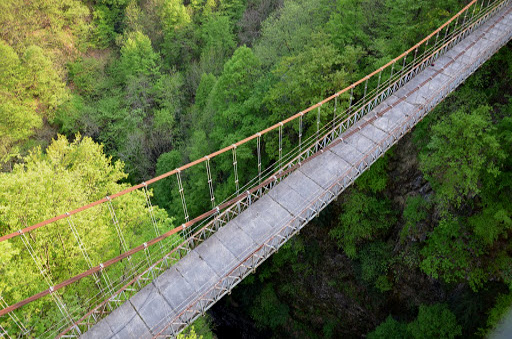
Hängebrücke bei Cavaglio

4,8 Kilometer westlich von Cannobio kann man die Überreste zweier bis um die Jahrtausendwende benutzter Hängebrücken betrachten. Sie verbanden die Dörfer Cavaglio und Spoccia auf der nördlichen Talseite des Cannobino mit der SS631.